# ناتالیا سانچس
ناتالیا سانچس (به انگلیسی: Nathalia Sánchez) ژیمناست زادهٔ ۷ ژوئن ۱۹۹۲ میلادی اهل کشور کلمبیا است.